# کاتالین لادیک
کاتالین لادیک (انگلیسی: Katalin Ladik؛ زادهٔ ۲۵ اکتبر ۱۹۴۲) بازیگر، شاعر و نویسنده و هنرمند برجستهٔ اهل مجارستان است.
از فیلم‌ها یا مجموعه‌های تلویزیونی که وی در آن‌ها نقش داشته است می‌توان به «آتلانتیس» اشاره نمود.